# 優步競技場
優步競技場（Uber Arena）是位于德国柏林腓特烈斯海恩附近的一个多功能室内竞技场，于2008年开业。
该竞技场可容纳1.7万人，允许举办冰球、篮球和手球比赛以及音乐会。為柏林北極熊（Eisbären Berlin）冰球俱乐部和柏林信天翁（Alba Berlin）篮球队的主场。
该竞技场是Mediaspree城市重建项目中最重要的部分之一。曾舉辦2008-09年歐洲籃球聯賽四强赛以及2022年6月13日的英超飞镖联赛决赛。

## 冠名权
2008到2015年競技場由電信公司Telefónica贊助，命名「O2 World」。
2015年，德国汽车制造商梅賽德斯-賓士与场馆管理方达成协议後更名为梅赛德斯-奔驰竞技场（Mercedes-Benz Arena），为期二十年。
在与场馆运营商AEG Europe达成长期协议后，于2024年3月22日再次更名为優步競技場。